# Vahto kyrka
Vahto kyrka (finska: Vahdon kirkko) är en luthersk kyrkobyggnad i Vahto kyrkoby i Rusko kommun. Kyrkan ägs av Rusko församling och fram till kommunsammanslagningen mellan Rusko och Vahto var kyrkan huvudkyrka för Vahto församling.

## Historia och arkitektur
Vahto kyrka är en långhuskyrka som uppfördes enligt Sven Johan von Engeströms ritningar från Kungliga intendentkontoret i Stockholm år 1803. Ett klocktorn byggdes i kyrkans västra ände år 1837. Samma år byggdes den andra tamburen på kyrkans södra sida. Innan klocktornet byggdes fanns det en separat klockstapel bredvid Vahto kyrka. Stapelns övre del revs när klocktornet byggdes och dess nedre del fungerar numera som lager. De två kyrkklockorna i kyrkan härstammar från åren 1708 och 1878. Kyrkan har tidigare reparerats år 1873, 1875, 1879, 1903, 1909, 1951 och 1965. Kyrkans yta är 208 m² och det finns 300 sittplatser.

### Inventarier
Den nuvarande altartavlan, som föreställer uppenbarelsen av den uppståndne till lärjungarna vid korset, har målats av Teodor Schalin år 1906. I kyrkan finns även två äldre altartavlor. En tidigare altartavla som skildrar yttersta domen har målats av Petter Lang år 1747, och den äldsta altartavlan som skildrar nattvarden har målats av Lars Myra år 1704.
Kyrkans äldre orgel med 8 stämmor tillverkades av Kangasala orgelfabrik år 1928. Den orgelns fasad är från en tidigare orgel, byggd av Albert Filén år 1876. Den nya orgeln byggdes år 2001. Renoveringen av kyrkans interiör utfördes år 1999, då även målningarna på läktarnas kanter togs fram. Kyrkans exteriör målades om år 2003.